# Tajemství staré bambitky 2
Tajemství staré bambitky 2 je filmové pokračování úspěšné pohádky Iva Macharáčka z roku 2011. Do svých rolí se vrátili Tomáš Klus, Kamila Janovičová, Ondřej Vetchý, Jiří Lábus a Miroslav Vladyka. Nové postavy ztvárnili Veronika Khek Kubařová, Valentýna Bečková, Markéta Plánková či Václav Noid Bárta.
Premiéra v českých kinech proběhla 10. února 2022. Produkci zajistila společnost Fairytale production v koprodukci s Českou televizí a innogy. Televizní premiéra proběhla na Štědrý večer 24. prosince 2022 na programu ČT1 a sledovaly ji 2 486 000 diváků starších 15 let.

## Výroba
Natáčení začalo 8. dubna roku 2021; probíhalo na zámcích Jindřichův Hradec a Mníšek pod Brdy.

## Příběh
Z Jakuba a Aničky se stali král a královna. Mají také dceru Johanku. Loupežník Karaba se napravil; stal se vzorným dědečkem a stále se věnuje hrnčířskému řemeslu. Zlotřilí rádcové Lorenc a Ferenc se však rozhodli pomstít prostřednictvím vedlejšího království a královny Julie, která je ještě mladá a nezkušená.

## Obsazení

### Hlavní role
| Tomáš Klus               | král Jakub I.                                       |
| Kamila Janovičová        | královna Anička                                     |
| Ondřej Vetchý            | hrnčíř Jan Karaba, otec královny a bývalý loupežník |
| Miroslav Vladyka         | Ferenc, proradný rádce                              |
| Jiří Lábus               | Lorenc, proradný rádce                              |
| Vilma Cibulková          | hospodyně Hedvika                                   |
| Petr Štěpánek            | moudrý kuchař Frit                                  |
| Otmar Brancuzský         | lenivý generál                                      |
| Veronika Khek Kubařová   | královna Julie                                      |
| Valentýna Bečková        | Johanka, dcera Jakuba a Anny                        |
| Markéta Častvaj Plánková | Hermína, Juliina komorná                            |
| Václav Noid Bárta        | Václav, podkoní                                     |

### Vedlejší role
| Dita Zábranská  | hostinská                |
| Vladimír Polák  | hostinský                |
| Jiří Maryško    | princ Oleandr, nápadník  |
| Leoš Noha       | sedlák Macháně           |
| Barbora Chybová | Macháňova žena           |
| Adam Barták     | jezdec na koni/kočí/dubl |
| Jan Seidel      | mlynářský čeledín Míra   |
| Lukáš Rous      | drvoštěp                 |
| Vivien Machková | drvoštěpova žena         |
| Matěj Merunka   | lesní adjunkt            |
| Ladislav Hrůza  | včelař                   |
| Jaromír Meduna  | mluví včelaře            |
| Oldřich Kříž    | malíř                    |

## Recenze
- Věra Míšková, Právo  65 %[10]